# یاگواراسور
یاگواراسور(نام علمی: Yaguarasaurus) نام یک سرده از تیره موساسوریان است.